# Orthosiphon fruticosus
Orthosiphon fruticosus là một loài thực vật có hoa trong họ Hoa môi. Loài này được Codd mô tả khoa học đầu tiên năm 1964.